# 稲津航
稲津 航（いなつ わたる、1984年4月8日 - ）は、日本の男性総合格闘家。埼玉県さいたま市出身。リバーサルジム所属。

## 来歴
ヒクソン・グレイシーに憧れ、それを倒すためには同じ柔術をやるのでは超えられなくレスリングを極めるのが良いと判断し中央大学附属高等学校でレスリングを始めた。高校では東京都高校選抜チームに選出。また、高校在学中から部活でのレスリングと共に田村潔司の主宰するU-FILE CAMP登戸に通いトレーニングを積んだ。
2003年3月9日、ZSTデビュー。
2006年2月18日、ZST.9でレミギウス・モリカビュチスと対戦し、開始1分15秒左ストレートでKO負けを喫した。
2008年8月24日、ZST BATTLE HAZARD 03で行なわれた「ZST VS DEEP対抗戦」で和田竜光と対戦し、開始46秒アンクルホールドで一本勝ちを収めた。
2009年9月21日、ZST.21のメインイベントでZSTバンタム級王者藤原敬典と対戦し、時間切れドローとなった。この試合からフリーランスとなった。
2010年7月4日、SRC初参戦となったSRC ASIA vol.1のバンタム級ASIAトーナメント2010 1回戦で西村広和と対戦し、0-3の判定負けを喫した。この試合からリバーサルジム所属となった。

## 人物・エピソード
- 中央大学法学部卒業。明治記念館を経て、現在は特別民間法人の職能団体でのサラリーマンとの二足の草鞋を履く。
- 吉田松陰を敬愛し松陰神社への参拝を日課とする一方、『留魂録』を愛読書とし、大西巨人も同時に愛読する読書家である。

## 戦績

### 総合格闘技
| 総合格闘技 戦績 | 総合格闘技 戦績 | 総合格闘技 戦績 | 総合格闘技 戦績 | 総合格闘技 戦績 | 総合格闘技 戦績 | 総合格闘技 戦績 |
| --------------- | --------------- | --------------- | --------------- | --------------- | --------------- | --------------- |
| 15 試合         | (T)KO           | 一本            | 判定            | その他          | 引き分け        | 無効試合        |
| 6 勝            | 2               | 2               | 2               | 0               | 2               | 0               |
| 7 敗            | 1               | 5               | 1               | 0               | 2               | 0               |

| 勝敗 | 対戦相手                   | 試合結果                        | 大会名                                                                    | 開催年月日     |
| ×    | 西村広和                   | 5分2R終了 判定0-3               | SRC ASIA vol.1 【バンタム級ASIAトーナメント2010 1回戦】                   | 2010年7月4日   |
| ×    | 中村"アイアン"浩士         | 1R 1:35 腕ひしぎ十字固め        | ZST.22 〜旗揚げ7周年記念大会〜                                            | 2009年11月23日 |
| △    | 藤原敬典                   | 5分2R終了 時間切れ              | ZST.21                                                                    | 2009年9月21日  |
| ○    | 和田竜光                   | 1R 0:46 アンクルホールド        | ZST BATTLE HAZARD 03                                                      | 2008年8月24日  |
| ×    | 所英男                     | 1R 1:35 腕ひしぎ十字固め        | ZST.15 〜旗揚げ5周年記念大会〜                                            | 2007年11月23日 |
| ○    | 吾妻エメルソン             | 1R 4:03 TKO（ドクターストップ） | ZST.14                                                                    | 2007年10月7日  |
| ×    | 大石真丈                   | 1R 2:59 腕ひしぎ十字固め        | ZST.13                                                                    | 2007年6月10日  |
| △    | 今泉堅太郎                 | 3R（5分/5分/3分）終了 時間切れ  | ZST.10                                                                    | 2006年9月10日  |
| ×    | レミギウス・モリカビュチス | 1R 1:15 KO（左ストレート）      | ZST.9                                                                     | 2006年2月18日  |
| ○    | 斉藤利之                   | 1R 1:25 KO（パンチ）            | ZST SWAT! 02                                                              | 2005年7月24日  |
| ×    | 植村"ジャック"龍介         | 1R 2:33 ヒールホールド          | ZST-GP2 ファイナルステージ 【ジェネシス・フェザー級トーナメント 決勝】    | 2005年1月23日  |
| ○    | 村田卓実                   | 5分1R終了 判定3-0               | ZST-GP2 ファイナルステージ 【ジェネシス・フェザー級トーナメント 準決勝】  | 2005年1月23日  |
| ○    | 宮川武明                   | 1R 1:02 腕ひしぎ十字固め        | ZST-GP2 ファイナルステージ 【ジェネシス・フェザー級トーナメント 2回戦】   | 2005年1月23日  |
| ○    | 出口直樹                   | 5分1R終了 判定3-0               | ZST-GP2 オープニングステージ 【ジェネシス・フェザー級トーナメント 1回戦】 | 2004年11月3日  |
| ×    | 代官山剣Z                  | 1R 1:14 腕ひしぎ十字固め        | THE BATTLE FIELD ZST 2                                                    | 2003年3月9日   |

### 総合格闘技タッグマッチ
| 勝敗 | 対戦相手                                              | 試合結果            | 大会名               | 開催年月日    |
| △    | 矢野卓見&代官山剣Z （パートナー：植村"ジャック"龍介） | 15分1R終了 時間切れ | ZST BATTLE HAZARD 02 | 2005年9月10日 |